# 三門駅
三門駅（みかどえき）は、千葉県いすみ市日在（ひあり）にある、東日本旅客鉄道（JR東日本）外房線の駅である。

## 歴史
- 1903年（明治36年）8月16日：房総鉄道の貨物駅として開設[3]。
- 1905年（明治38年）1月14日：旅客取扱開始[1]。
- 1907年（明治40年）9月1日：房総鉄道が買収され、帝国鉄道庁の駅となる[1]。
- 1962年（昭和37年）10月1日：貨物取扱廃止[4]。
- 1968年（昭和43年）10月1日：荷物扱い廃止[4]。
- 1972年（昭和47年）7月1日：無人駅化[5]。
- 1987年（昭和62年）4月1日：国鉄分割民営化に伴い、東日本旅客鉄道（JR東日本）の駅となる[1]。
- 1985年（昭和60年）：コンテナを転用した駅舎となる。
- 2004年（平成16年）10月16日：ICカード「Suica」の利用が可能となる[6]。東京近郊区間に組み込まれる[6]。
- 2005年（平成17年）11月30日：コンテナ転用駅舎が全焼[7]。
- 2006年（平成18年）11月20日：駅舎新築工事開始。
- 2007年（平成19年）2月：駅舎新築工事終了。

## 駅構造
単式ホーム1面1線を有する地上駅。茂原統括センター（勝浦駅）管理の無人駅である。簡易Suica改札機、乗車駅証明書発行機が設置されている。トイレは男女別の水洗式で、駅舎内部に設置されている。旧駅舎だった頃は、男女共用で汲み取り式の仮設トイレが設置されていた。
当駅と浪花駅のホームは8両編成までにしか対応していないため、原則として大原・御宿・勝浦・安房鴨川方面に向かう列車は8両を超える長さで運行することが出来ない（特急「わかしお」は最長10両編成での運行であるが、これらの駅には停車しない）。
外房線内で駅構内が単線であるのは当駅と行川アイランド駅のみである。

### のりば
| 番線 | 路線    | 方向 | 行先               |
| ---- | ------- | ---- | ------------------ |
| 1    | ■外房線 | 上り | 大網・千葉方面     |
| 1    | ■外房線 | 下り | 勝浦・安房鴨川方面 |

（出典：JR東日本:駅構内図）

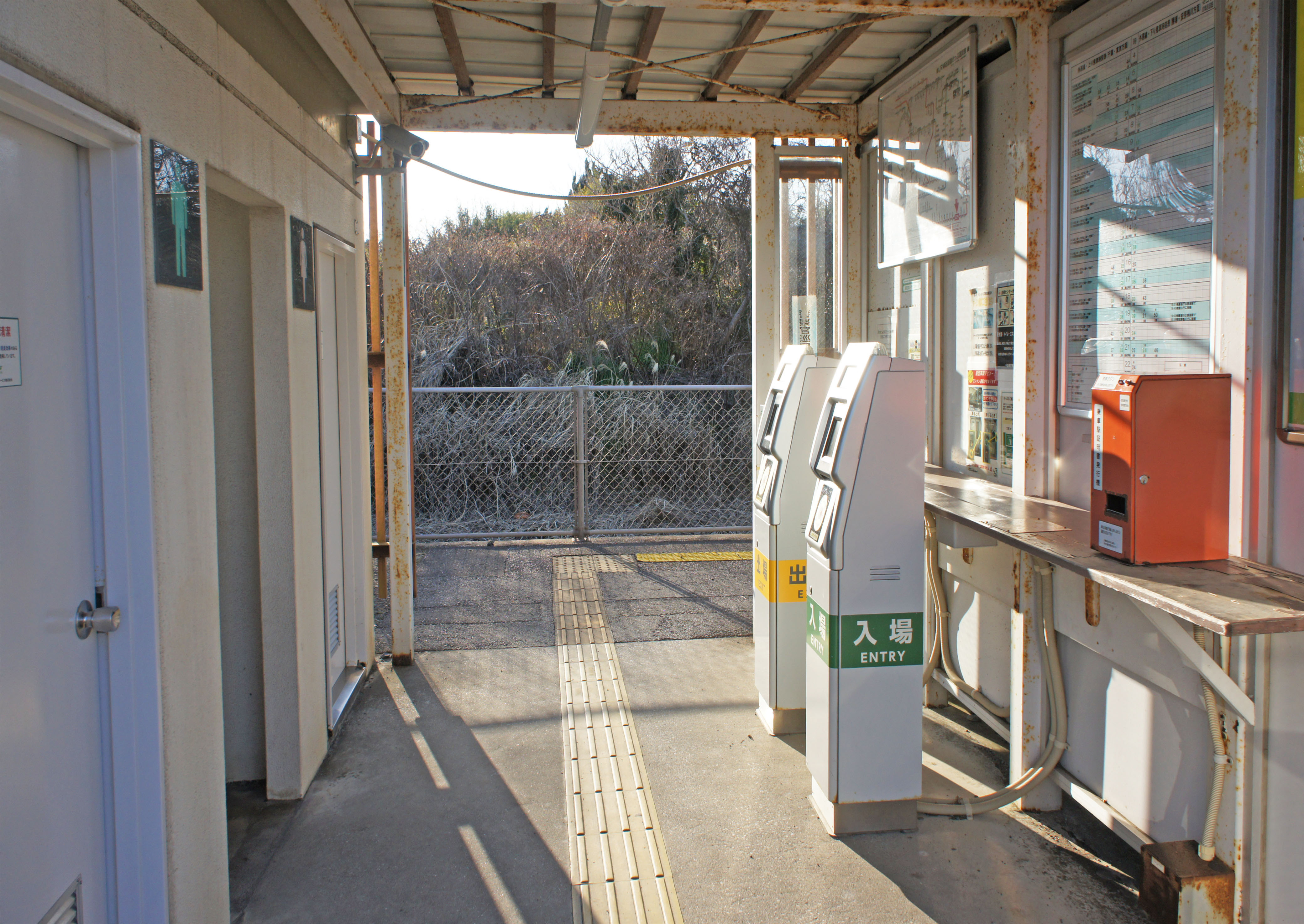
改札口（2022年2月）
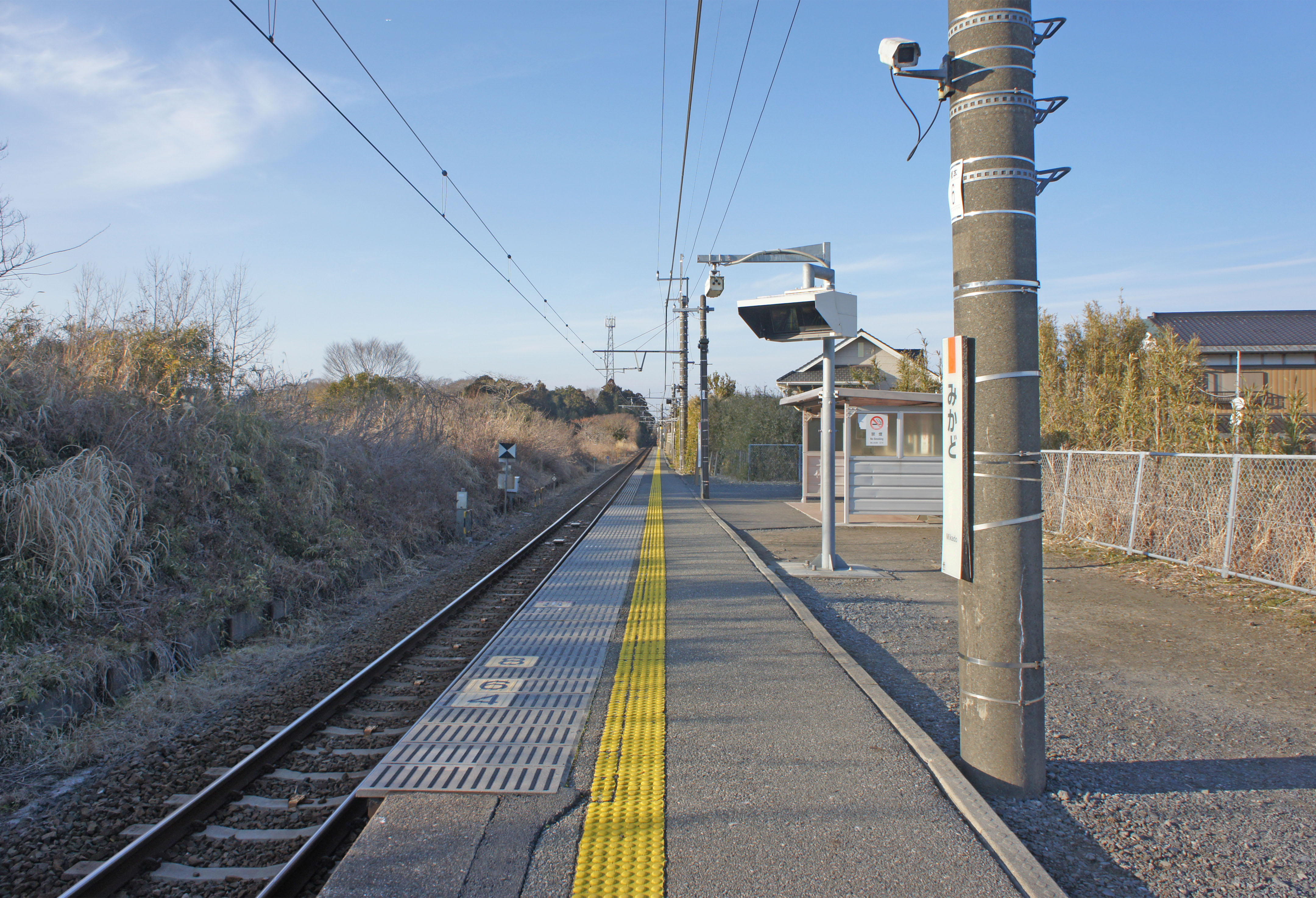
駅ホーム（2022年2月）

## 利用状況
2006年（平成18年）度の1日平均乗車人員は123人である。
千葉県統計年鑑によると、近年の1日平均乗車人員の推移は以下の通り。
| 年度               | 1日平均 乗車人員 | 出典     |
| ------------------ | ---------------- | -------- |
| 1990年（平成02年） | 156              | [ * 1 ]  |
| 1991年（平成03年） | 156              | [ * 2 ]  |
| 1992年（平成04年） | 158              | [ * 3 ]  |
| 1993年（平成05年） | 167              | [ * 4 ]  |
| 1994年（平成06年） | 168              | [ * 5 ]  |
| 1995年（平成07年） | 182              | [ * 6 ]  |
| 1996年（平成08年） | 187              | [ * 7 ]  |
| 1997年（平成09年） | 181              | [ * 8 ]  |
| 1998年（平成10年） | 172              | [ * 9 ]  |
| 1999年（平成11年） | 171              | [ * 10 ] |
| 2000年（平成12年） | 175              | [ * 11 ] |
| 2001年（平成13年） | 163              | [ * 12 ] |
| 2002年（平成14年） | 163              | [ * 13 ] |
| 2003年（平成15年） | 145              | [ * 14 ] |
| 2004年（平成16年） | 128              | [ * 15 ] |
| 2005年（平成17年） | 121              | [ * 16 ] |
| 2006年（平成18年） | 123              | [ * 17 ] |

## 駅周辺

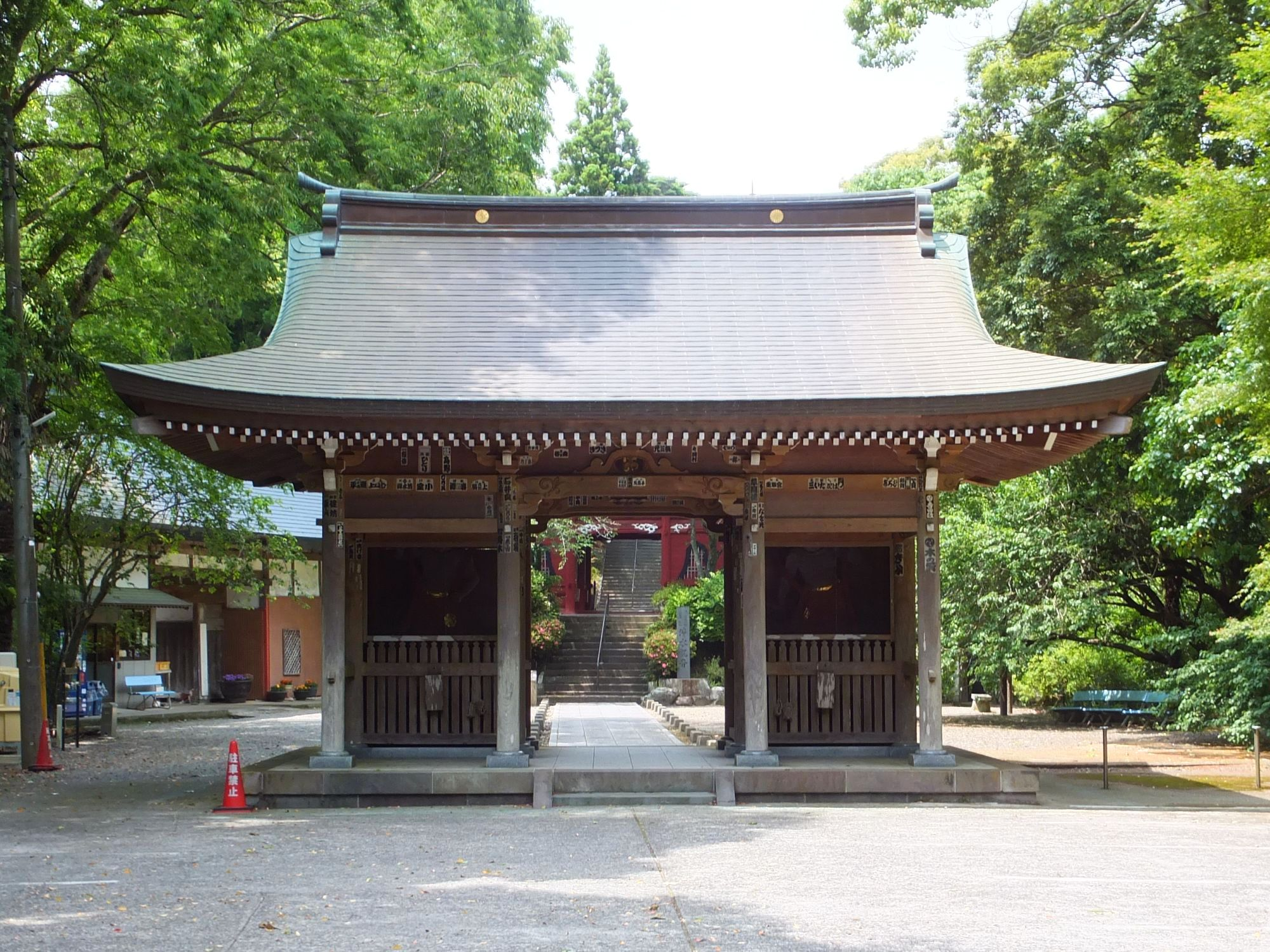
清水寺（仁王門）

東側数メートル先に国道128号が通る。日在（ひあり）は以前、文化人らの別荘地として人気があったことから、森鷗外、梅屋庄吉、賀古鶴所らの別荘跡が点在する。
- 日在海岸
- ミサキショッピングガーデン
  - せんどう大原岬店
  - マツモトキヨシ
  - ザ･ダイソー
- コナカ大原店
- ベイシアいすみ大原店
- カインズ大原店
- 清水寺（清水観音）
- 三門日活荘
- 日在潟 国定公園（鳥獣保護区）
- いすみ市民バス「三門駅入口」停留所

## 隣の駅
東日本旅客鉄道（JR東日本）
■外房線
■普通（各駅停車）
長者町駅 - 三門駅 - 大原駅

### 記事本文

### 利用状況
1. ↑  千葉県統計年鑑 - 千葉県

千葉県統計年鑑
1. ↑  千葉県統計年鑑（平成3年）
2. ↑  千葉県統計年鑑（平成4年）
3. ↑  千葉県統計年鑑（平成5年）
4. ↑  千葉県統計年鑑（平成6年）
5. ↑  千葉県統計年鑑（平成7年）
6. ↑  千葉県統計年鑑（平成8年）
7. ↑  千葉県統計年鑑（平成9年）
8. ↑  千葉県統計年鑑（平成10年）
9. ↑  千葉県統計年鑑（平成11年）
10. ↑  千葉県統計年鑑（平成12年）
11. ↑  千葉県統計年鑑（平成13年）
12. ↑  千葉県統計年鑑（平成14年）
13. ↑  千葉県統計年鑑（平成15年）
14. ↑  千葉県統計年鑑（平成16年）
15. ↑  千葉県統計年鑑（平成17年）
16. ↑  千葉県統計年鑑（平成18年）
17. ↑  千葉県統計年鑑（平成19年）